# Jouko Salomäki
Jouko Johannes Salomäki (Kauhajoki, 26 agosto 1962) è un ex lottatore finlandese, specializzato nella lotta greco-romana.

## Palmarès

### Olimpiadi
- 1 medaglia:
  - 1 oro (Los Angeles 1984 nei pesi welter)